# الكتيب
الكتيب قرية  تقع على مسافة 53 كم جنوب شرق محافظة تيماء التابعة إداريا لمنطقة تبوك. بها مركز حكومي ومدرسة ابتدائية ومتوسطة فقط، وكذلك ابتدائية للبنات. ترتبط بتيماء بطريق زراعي ويربط بها طريق معبد يؤدي إلى قرية ساحوت 155 كم شرقا. تتميز قرية الكتيب بالمياه العذبة وموقعها الجغرافي إذ تقع على حافة رمال النفود من جهة الغرب.